# Cvetulja
Cvetulja (em cirílico: Цветуља) é uma vila da Sérvia localizada no município de Krupanj, pertencente ao distrito de Mačva, na região de Rađevina. A sua população era de 215 habitantes segundo o censo de 2011.

## Demografia
| 1948 | 1953 | 1961 | 1971 | 1981 | 1991 | 2002 | 2011 |
| ---- | ---- | ---- | ---- | ---- | ---- | ---- | ---- |
| 687  | 680  | 588  | 513  | 435  | 298  | 273  | 215  |